# 容啟東
容啟東，OBE（英語：Yung Chi-tung，1908年5月13日—1987年11月26日），中國及香港著名教育家，植物學家，廣東省珠海市南屏村人，香港崇基學院第三任校長及香港中文大學首任副校長。

## 生平
容啟東1908年生於香港，父親容星橋是清末容閎選拔留美的120名幼童之一，是孫中山的顧問。容啟東年幼在香港師從學究劉伯端、俞叔平及陳子褒，後來入讀廣州嶺南學校中學部，1929年畢業於北平國立清華大學生物系，並留校任助教。
1935年，容氏赴美國芝加哥大學深造，研究植物形態學，以《水稻幼苗成長過程的剖析》(Developmental Anatomy of the Seedling of the Rice Plant)為博士論文，1937年獲博士學位。回國後即受西安國立西北大學之聘。1938年，回廣東探親，廣州嶺南大學校長李應林懇留容氏教授生物科，其後歷任嶺南大學教授、系主任、代理理學院院長、代理教務長及代理校長等職務。1944年赴美。二戰結束後返回嶺南大學任教。
1951年，容氏轉赴香港，受聘為香港大學生物系高級講師及植物系主任，在職九年，著重對香港本地莧菜和苔蘚類植物的研究。1951年、容氏及數名廣州嶺大舊人協助李應林校長與何明華會督創立崇基學院。1959年春，容氏應崇基校董會之聘任董事，同年10月，獲推選為崇基院長。1960年8月，容氏就職崇基學院第三任校長。1963年香港中文大學成立，他獲委任為首位副校長，歷兼任中大研究院院長、理工研究所所長等職。容氏1975年榮休，崇基學院校董會特授他名譽校長稱號。1987年，容氏病逝於香港。
為表彰容氏在香港高等教育上所作的貢獻，香港大學及香港中文大學先後於1961及1975年授予他名譽法學博士學位，英國皇家藝術學院 (The Royal Society for the Encouragement of Arts, Manufactures and Commerce)亦於1972年推選容氏為院士。2006年，崇基學院神學院校董會通過將神學院新大樓誌名為「容啟東校長紀念樓」，以紀念容氏對崇基學院、崇基神學院及中國與香港基督教學校教育所作的建樹。

## 家庭
容啟東夫人何露珍女士專研音樂，義務教授崇基學生聲樂多年。女兒容應薇1961及容應萍1975年先後畢業於崇基學院化學系及中國語文學系。

## 外部連結
- 香港中文大學校長容啟東：滿腹西學為中華

| 學術機關職務  | 學術機關職務                                     | 學術機關職務              |
| ------------- | ------------------------------------------------ | ------------------------- |
| 前任： 凌道揚 | 崇基學院校長 1960年–1975年                       | 繼任： 雷恩               |
| 前任： 無     | 香港中文大學校長（副校長代任校長） 1963年–1964年 | 繼任： 李卓敏（首任校長） |